# Avicenniaceae
Famille
Classification APG II (2003)
Classification APG III (2009)
Les Avicenniaceae (ou Avicenniacées) sont une petite famille de plantes à fleurs dicotylédones ; elle comprend 11 espèces du genre Avicennia. Ce sont des petits arbres et arbustes de la mangrove des côtes tropicales.

## Étymologie
Le nom vient du genre Avicennia, nommé en mémoire de Avicenne, Alī ibn Sīnā (980-1037), philosophe et médecin médiéval persan.

## Classification
Cette famille n'est pas acceptée par la plupart des taxonomistes.
La classification phylogénétique APG (1998) accepte cette famille.
En classification phylogénétique APG II (2003) et classification phylogénétique APG III (2009), cette famille est invalide et son genre Avicennia est incorporé dans la famille Acanthaceae (dans la sous-famille Avicennioideae selon NCBI (6 Jul 2010)).

## Liste des genres
Selon NCBI (6 Jul 2010) :
- famille Acanthaceae
  - sous-famille Avicennioideae
    - Avicennia

Selon DELTA Angio (6 Jul 2010) :
- famille Avicenniaceae
  - Avicennia

## Liste des espèces
Selon NCBI (6 Jul 2010) :
- famille Acanthaceae
  - sous-famille Avicennioideae
    - genre Avicennia
      - Avicennia alba
      - Avicennia bicolor
      - Avicennia germinans
      - Avicennia marina
      - Avicennia schaueriana